# 水野明久
水野 明久（みずの あきひさ、1953年6月13日 - ）は、日本の実業家。中部電力相談役、中部経済連合会副会長、愛知県経営者協会副会長、学校法人海陽学園理事長。日本アイスホッケー連盟会長。愛知県出身。

## 略歴
1978年（昭和53年）3月、東京大学大学院工学系研究科土木工学専攻を修了し、翌4月に中部電力に入社。ワシントン事務所に赴任中の1994年（平成6年）には、世界銀行に出向しているが、これは自身が会社を辞める覚悟で採用試験に応募し合格したものである。その後も国際畑を歩み、執行役員関連事業推進本部国際事業部長や執行役員経営戦略本部部長、常務執行役員経営戦略本部部長を経て取締役専務執行役員経営戦略本部長を歴任。2009年（平成21年）に代表取締役副社長執行役員に就任し、2010年（平成22年）6月より代表取締役社長、2015年（平成27年）6月25日には代表取締役会長に就任した。2020年6月相談役に就任。